# Hell in a Cell

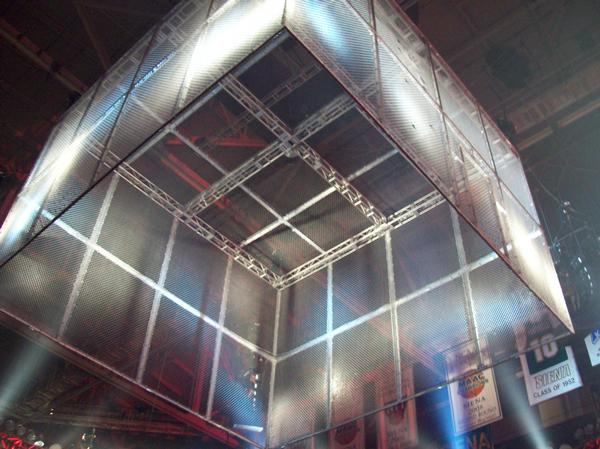
Klatka Hell in a Cell

Hell in a Cell – rodzaj walki w klatce w profesjonalnym wrestlingu, który organizowany jest przez federację WWE (znaną wcześniej jako World Wrestling Federation). W tym pojedynku ring oraz przestrzeń wokół niego są otoczone przez pięciometrową stalową klatkę. W przeciwieństwie do klatki używanej w Steel Cage matchu, klatka Hell in a Cell posiada dach, toteż nie można z niej uciec. Jedynym sposobem na wygraną jest przypięcie lub poddanie. W Hell in a Cell matchu nie występują dyskwalifikacje czy wyliczenia pozaringowe. Oryginalna klatka mierzyła prawie pięć metrów i ważyła ponad dwie tony, lecz jej nowsza wersja mierzy ponad sześć metrów i waży pięć ton. W historii WWE odbyło się 53 pojedynki w tej stypulacji, a pierwsza odbyła się w październiku 1997.

## Historia
Oryginalny koncept struktury Hell in a Cell został stworzony przez Jima Cornette’a. W swoim komentarzu w „Timeline of WWE: 1997”, Cornette opisał swoją koncepcję jako kombinację klatki, która otacza dużą część przestrzeni wokół ringu oraz klatki z zamkniętym dachem, używanej w WCW na potrzeby WarGames matchu. W październiku 2015, Vince Russo potwierdził, że Cornette najprawdopodobniej wymyślił ten koncept, lecz nazwę „Hell in a Cell” wymyślił sam Russo.
Hell in a Cell match został wprowadzony do federacji 5 października 1997 podczas gali Badd Blood: In Your House. Walka bazowała na historii, w której The Undertaker przegrał z Bretem Hartem walkę o tytuł WWF Championship na SummerSlam 1997. Sędzią specjalnym tego pojedynku był Shawn Michaels. Michaels „nieumyślnie” uderzył Undertakera stalowym krzesłem, przez co spowodował jego porażkę i utratę mistrzostwa na rzecz Harta. Doprowadziło to do walki pomiędzy Michaelsem a Undertakerem na Ground Zero: In Your House, jednakże ich walka zakończyła się bez rezultatu po tym, jak dwójka zawodników zaczęła atakować sędziów i pracowników, mających uspokoić sytuację. Aby zakończyć ich feud, zaplanowano Steel Cage match pomiędzy zawodnikami. Ostatecznie, zamiast normalnej klatki otaczającej tylko ring, postawiono na znacznie większą klatkę z zadaszeniem, która zamykała przestrzeń ringową oraz część przestrzeni poza-ringowej. Dzięki temu, uczestnicy mogli wykonywać więcej akcji w klatce poza ringiem, nie ograniczając się jedynie do samego kwadratowego pierścienia. Struktura również pozwalała wrestlerom na wzięcie spod ringu przedmiotów do walki, na przykład stalowych krzesełek. Na Badd Blood, Michaels pokonał The Undertakera przy pomocy interwencji ze strony debiutującego Kane’a i stał się pretendentem do WWF Championship.
Hell in a Cell matche są rzadko widywane w WWE i są dobierane jedynie do najważniejszych rywalizacji. Do tej pory odbyło się 53 pojedynki w WWE, a 48 z nich było transmitowane podczas gal pay-per-view. Odbywają się jedynie na większych galach, głównie ze względu na problemy z umieszczeniem klatki w mniejszych halach i arenach oraz poziomu atrakcyjności tego rodzaju pojedynku. W 2009, WWE zaprezentowało cykl gal pay-per-view, na którym odbywają się walki Hell in a Cell; cykl nosi taką samą nazwę, co rodzaj walki. Przed pierwszą galą w 2009, tytuły mistrzowskie były bronione w Hell in a Cell sześć razy. Triple H był pierwszą osobą, która obroniła pas mistrzowski (WWF Championship), w pojedynku odbytym na gali No Way Out w 2000. Był to szósty Hell in a Cell match. Najdłuższy Hell in a Cell match w historii odbył się na gali Bad Blood w 2004 pomiędzy Triple H’em i Shawnem Michaelsem – trwał on 47 minut. Pierwszą osobą, która zdobyła tytuł w klatce Hell in a Cell był The Undertaker; zdobył World Heavyweight Championship w walce z CM Punkiem w 2009 roku. The Undertaker jest również rekordzistą pod względem ilości walk Hell in a Cell (14). Undertaker jest też rekordzistą pod względem wygranych w tym pojedynków, wygrał 8 walk. Tylko cztery Hell in a Cell matche były transmitowane w ogólnodostępnej telewizji, trzy odbyły się na tygodniówce Raw, a jeden na SmackDown. Typ pojedynku czterokrotnie zagościł na głównej corocznej gali WWE, WrestleManii – na WrestleManii XV, WrestleManii XXVIII, WrestleManii 32 oraz WrestleManii 39.

## Lista Hell in a Cell matchów
| Numer | Walka                                                                                                   | Stypulacja | Gala                | Data                 | Długość |
| ----- | --- | --- | ------------------- | -------------------- | ------- |
| 1     | Shawn Michaels pokonał The Undertakera                                                                  | Singles match o miano pretendenta WWF Championship na Survivor Series                                                                | Badd Blood          | 5 października 1997  | 29:55   |
| 2     | The Undertaker i Stone Cold Steve Austin pokonali Mankinda i Kane’a                                     | Tornado tag team match | Raw Is War          | 15 czerwca 1998      | 10:38   |
| 3     | The Undertaker pokonał Mankinda                                                                         | Singles match | King of the Ring    | 28 czerwca 1998      | 17:10   |
| 4     | Mankind vs. Kane zakończyło się bez rezultatu                                                           | Singles match | Raw Is War          | 24 sierpnia 1998     | 7:41    |
| 5     | The Undertaker pokonał Big Boss Mana                                                                    | Singles match | WrestleMania XV     | 28 marca 1999        | 9:48    |
| 6     | Triple H (c) pokonał Cactusa Jacka                                                                      | Singles match o WWF Championship Ponieważ Jack przegrał, musiał przejść na emeryturę jako aktywny wrestler w WWF.                    | No Way Out          | 27 lutego 2000       | 23:59   |
| 7     | Kurt Angle (c) pokonał The Undertakera, Triple H’a, Stone Cold Steve’a Austina, Rikishi’ego i The Rocka | Six-man match o WWF Championship | Armageddon          | 10 grudnia 2000      | 31:52   |
| 8     | Triple H pokonał Chrisa Jericho                                                                         | Singles match | Judgment Day        | 19 maja 2002         | 24:31   |
| 9     | Brock Lesnar (c) pokonał The Undertakera                                                                | Singles match o WWE Championship | No Mercy            | 20 października 2002 | 27:18   |
| 10    | Triple H (c) pokonał Kevina Nasha                                                                       | Singles match o World Heavyweight Championship z sędzią specjalnym Mickiem Foleyem                                                   | Bad Blood           | 15 czerwca 2003      | 21:01   |
| 11    | Triple H pokonał Shawna Michaelsa                                                                       | Singles match | Bad Blood           | 13 czerwca 2004      | 47:26   |
| 12    | Batista (c) pokonał Triple H’a                                                                          | Singles match o World Heavyweight Championship                                                                                       | Vengeance           | 26 czerwca 2005      | 26:54   |
| 13    | The Undertaker pokonał Randy’ego Ortona                                                                 | Singles match | Armageddon          | 18 grudnia 2005      | 30:31   |
| 14    | D-Generation X (Triple H i Shawn Michaels) pokonali Vince’a McMahona, Shane’a McMahona i Big Showa      | 2-on-3 Handicap match W tej walce zadebiutowała „ulepszona” wersja klatki.                                                           | Unforgiven          | 17 września 2006     | 25:04   |
| 15    | Batista (c) pokonał The Undertakera                                                                     | Singles match o World Heavyweight Championship                                                                                       | Survivor Series     | 18 listopada 2007    | 21:24   |
| 16    | The Undertaker pokonał Edge’a                                                                           | Singles match | SummerSlam          | 17 sierpnia 2008     | 26:43   |
| 17    | The Undertaker pokonał CM Punka (c)                                                                     | Singles match o World Heavyweight Championship                                                                                       | Hell in a Cell      | 4 października 2009  | 10:24   |
| 18    | Randy Orton pokonał Johna Cenę (c)                                                                      | Singles match o WWE Championship | Hell in a Cell      | 4 października 2009  | 21:24   |
| 19    | D-Generation X (Triple H i Shawn Michaels) pokonali The Legacy (Cody’ego Rhodesa i Teda DiBiasego)      | Tornado tag team match | Hell in a Cell      | 4 października 2009  | 17:48   |
| 20    | Randy Orton (c) pokonał Sheamusa                                                                        | Singles match o WWE Championship | Hell in a Cell      | 3 października 2010  | 22:51   |
| 21    | Kane (c) pokonał The Undertakera                                                                        | Singles match o World Heavyweight Championship                                                                                       | Hell in a Cell      | 3 października 2010  | 21:38   |
| 22    | John Cena (c) pokonał Alberto Del Rio, CM Punka, Dolpha Zigglera i Jacka Swaggera                       | Five-man match o WWE Championship | Raw (Dark match)    | 26 września 2011     | 5:01    |
| 23    | Mark Henry (c) pokonał Randy’ego Ortona                                                                 | Singles match o World Heavyweight Championship                                                                                       | Hell in a Cell      | 2 października 2011  | 15:54   |
| 24    | Alberto Del Rio pokonał Johna Cenę (c) i CM Punka                                                       | Triple threat match o WWE Championship                                                                                               | Hell in a Cell      | 2 października 2011  | 24:07   |
| 25    | The Undertaker pokonał Triple H’a                                                                       | Singles match z sędzią specjalnym Shawnem Michalesem                                                                                 | WrestleMania XXVIII | 1 kwietnia 2012      | 30:52   |
| 26    | CM Punk (c) pokonał Rybacka                                                                             | Singles match o WWE Championship | Hell in a Cell      | 28 października 2012 | 11:22   |
| 27    | CM Punk pokonał Rybacka i Paula Heymana                                                                 | 2-on-1 Handicap match | Hell in a Cell      | 27 października 2013 | 13:48   |
| 28    | Randy Orton pokonał Daniela Bryana                                                                      | Singles match o zwakowany WWE Championship z sędzią specjalnym Shawnem Michaelsem                                                    | Hell in a Cell      | 27 października 2013 | 22:07   |
| 29    | John Cena pokonał Randy’ego Ortona                                                                      | Singles match o miano pretendenta do WWE World Heavyweight Championship                                                              | Hell in a Cell      | 26 października 2014 | 25:52   |
| 30    | Seth Rollins pokonał Deana Ambrose’a                                                                    | Singles match | Hell in a Cell      | 26 października 2014 | 14:00   |
| 31    | Roman Reigns pokonał Braya Wyatta                                                                       | Singles match | Hell in a Cell      | 25 października 2015 | 23:08   |
| 32    | Brock Lesnar pokonał The Undertakera                                                                    | Singles match | Hell in a Cell      | 25 października 2015 | 22:10   |
| 33    | The Undertaker pokonał Shane’a McMahona                                                                 | Singles match Gdyby Shane wygrał, zdobyłby kontrolę nad Raw, a Undertaker miałby zakaz na przyszłe występy na WrestleManii.          | WrestleMania 32     | 3 kwietnia 2016      | 30:08   |
| 34    | Roman Reigns (c) pokonał Ruseva                                                                         | Singles match o WWE United States Championship                                                                                       | Hell in a Cell      | 30 października 2016 | 24:35   |
| 35    | Kevin Owens (c) pokonał Setha Rollinsa                                                                  | Singles match o WWE Universal Championship                                                                                           | Hell in a Cell      | 30 października 2016 | 23:15   |
| 36    | Charlotte Flair pokonała Sashę Banks (c)                                                                | Singles match o WWE Raw Women’s Championship                                                                                         | Hell in a Cell      | 30 października 2016 | 22:25   |
| 37    | The Usos (Jey Uso i Jimmy Uso) pokonali The New Day (Big E i Xaviera Woodsa) (c)                        | Tornado tag team match o WWE SmackDown Tag Team Championship                                                                         | Hell in a Cell      | 8 października 2017  | 10:20   |
| 38    | Kevin Owens pokonał Shane’a McMahona                                                                    | Falls Count Anywhere match | Hell in a Cell      | 8 października 2017  | 39:00   |
| 39    | Randy Orton pokonał Jeffa Hardy’ego                                                                     | Singles match | Hell in a Cell      | 16 września 2018     | 24:50   |
| 40    | Roman Reigns (c) vs. Braun Strowman zakończyło się bez rezultatu                                        | Singles match o WWE Universal Championship z sędzią specjalnym Mickiem Foleyem Strowman wykorzystał swój kontrakt Money in the Bank. | Hell in a Cell      | 16 września 2018     | 24:10   |
| 41    | Becky Lynch (c) pokonała Sashę Banks                                                                    | Singles match o WWE Raw Women’s Championship                                                                                         | Hell in a Cell      | 6 października 2019  | 21:50   |
| 42    | Seth Rollins (c) vs. "The Fiend" Bray Wyatt zakończyło się zatrzymaniem walki                           | Singles match o WWE Universal Championship                                                                                           | Hell in a Cell      | 6 października 2019  | 17:30   |
| 43    | Roman Reigns (c) pokonał Jeya Uso                                                                       | „I Quit” match o WWE Universal Championship                                                                                          | Hell in a Cell      | 25 października 2020 | 29:20   |
| 44    | Sasha Banks pokonała Bayley (c)                                                                         | Singles match o WWE SmackDown Women’s Championship                                                                                   | Hell in a Cell      | 25 października 2020 | 26:35   |
| 45    | Randy Orton pokonał Drew McIntyre’a (c)                                                                 | Singles match o WWE Championship | Hell in a Cell      | 25 października 2020 | 30:35   |
| 46    | Roman Reigns (c) pokonał Reya Mysterio                                                                  | Singles match o WWE Universal Championship                                                                                           | SmackDown           | 18 czerwca 2021      | 16:00   |
| 47    | Bianca Belair (c) pokonała Bayley                                                                       | Singles match o WWE SmackDown Women’s Championship                                                                                   | Hell in a Cell      | 20 czerwca 2021      | 19:45   |
| 48    | Bobby Lashley (c) pokonał Drew McIntyre’a                                                               | Last Chance match o WWE Championship                                                                                                 | Hell in a Cell      | 20 czerwca 2021      | 25:45   |
| 49    | Bobby Lashley pokonał Xaviera Woodsa                                                                    | Singles match | Raw                 | 21 czerwca 2021      | 13:40   |
| 50    | Edge pokonał Setha Rollinsa                                                                             | Singles match | Crown Jewel         | 21 października 2021 | 27:40   |
| 51    | Cody Rhodes pokonał Setha "Freakin" Rollinsa                                                            | Singles match | Hell in a Cell      | 5 czerwca 2022       | 24:20   |
| 52    | Edge pokonał "The Demon" Finna Bálora                                                                   | Singles match | WrestleMania 39     | 2 kwietnia 2023      | 18:10   |
| 53    | CM Punk pokonał Drew McIntyre’a                                                                         | Singles match | Bad Blood           | 5 października 2024  | 31:25   |

### Lista uczestników

#### Mężczyźni

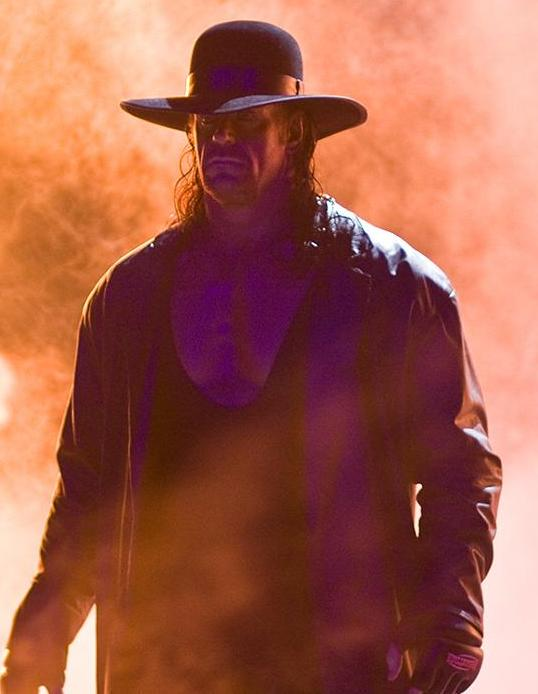
The Undertaker, który wziął udział w czternastu Hell in a Cell matchach jest rekordzistą pod względem występów w tym rodzaju walki

| Osoba                   | Zwycięstwa | Występy |
| ----------------------- | ---------- | ------- |
| The Undertaker          | 8          | 14      |
| Triple H                | 6          | 9       |
| Randy Orton             | 5          | 8       |
| Roman Reigns            | 4          | 5       |
| Shawn Michaels          | 3          | 4       |
| CM Punk                 | 3          | 6       |
| Batista                 | 2          | 2       |
| Brock Lesnar            | 2          | 2       |
| Kevin Owens             | 2          | 2       |
| Bobby Lashley           | 2          | 2       |
| Edge                    | 2          | 3       |
| John Cena               | 2          | 4       |
| Kurt Angle              | 1          | 1       |
| Mark Henry              | 1          | 1       |
| Jimmy Uso               | 1          | 1       |
| Stone Cold Steve Austin | 1          | 2       |
| Alberto Del Rio         | 1          | 2       |
| Jey Uso                 | 1          | 2       |
| Cody Rhodes             | 1          | 2       |
| Kane                    | 1          | 3       |
| Seth Rollins            | 1          | 5       |
| Big Boss Man            | 0          | 1       |
| Rikishi                 | 0          | 1       |
| The Rock                | 0          | 1       |
| Chris Jericho           | 0          | 1       |
| Kevin Nash              | 0          | 1       |
| Mr. McMahon             | 0          | 1       |
| Big Show                | 0          | 1       |
| Ted DiBiase             | 0          | 1       |
| Sheamus                 | 0          | 1       |
| Dolph Ziggler           | 0          | 1       |
| Jack Swagger            | 0          | 1       |
| Paul Heyman             | 0          | 1       |
| Daniel Bryan            | 0          | 1       |
| Dean Ambrose            | 0          | 1       |
| Rusev                   | 0          | 1       |
| Big E                   | 0          | 1       |
| Jeff Hardy              | 0          | 1       |
| Braun Strowman          | 0          | 1       |
| Rey Mysterio            | 0          | 1       |
| Finn Bálor              | 0          | 1       |
| Ryback                  | 0          | 2       |
| Bray Wyatt/"The Fiend"  | 0          | 2       |
| Xavier Woods            | 0          | 2       |
| Drew McIntyre           | 0          | 3       |
| Shane McMahon           | 0          | 3       |
| Mankind/Cactus Jack     | 0          | 4       |

#### Kobiety
| Osoba           | Zwycięstwa | Występy |
| --------------- | ---------- | ------- |
| Charlotte Flair | 1          | 1       |
| Becky Lynch     | 1          | 1       |
| Bianca Belair   | 1          | 1       |
| Sasha Banks     | 1          | 3       |
| Bayley          | 0          | 2       |